# 诸圣之后圣殿
诸圣之后圣殿（Queen of All Saints Basilica）是一座罗马天主教宗座圣殿，位于芝加哥中上阶层的Sauganash街区的北Sauganash大街6280号。该堂为伊利诺伊州仅有的三座宗座圣殿之一，另外两座是圣雅钦多圣殿和七苦圣母圣殿。

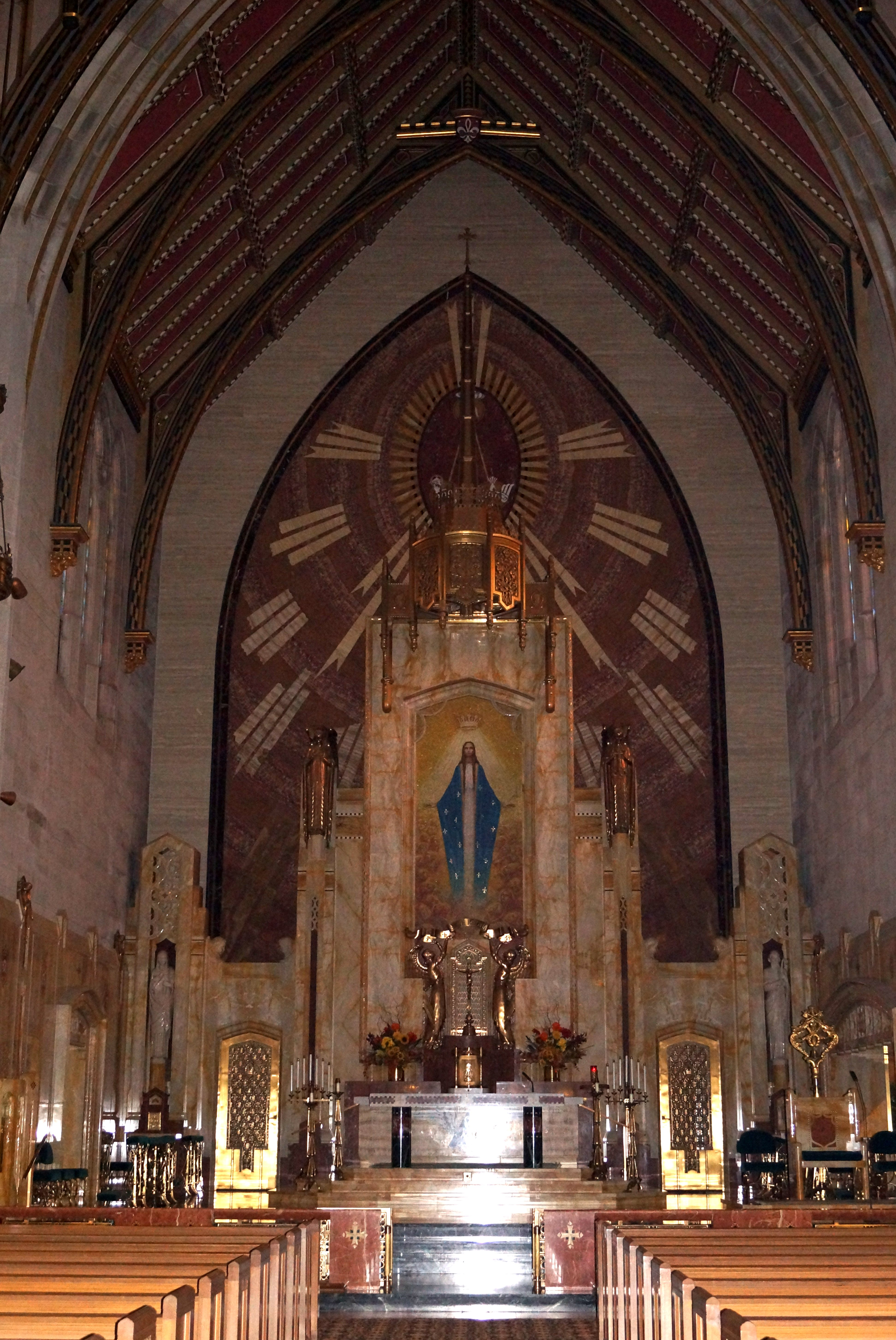
内部

该堂创建于1929年。所在住宅区主要为爱尔兰和德国裔教徒。目前的教堂为哥特复兴建筑，1960年建成。1962年3月26日升格为宗座圣殿。
许多关于教堂建筑的书籍都提到了诸圣之后圣殿。